# Hufgraben
 (septembre 2020).
Le Hufgraben est un ruisseau en Basse-Franconie, affluent du Main.

## Géographie
Le Hufgraben part du plateau de Marktheidenfeld d'une source intermittente dans une prairie dans le couloir de Neuberg à un peu moins de 100 mètres de la périphérie nord-est de Waldbüttelbrunn.
Il coule initialement à environ trois cents mètres au nord-est à travers champs et prairies, tournant progressivement vers le nord-est, puis court à nouveau vers le nord-est le long de la bordure nord-ouest d'une petite forêt de conifères, puis passe la frontière vers Zell am Main. Le ruisseau coule maintenant vers l'est à travers le couloir Hintere Zeller Rangen le long de la lisière nord d'une forêt mixte, puis quitte le couloir ouvert de Mittlerer Zeller Rangen et pénètre dans la forêt. Longeant la Staatsstraße St 2298, il traverse ensuite une vallée étroite et boisée, change vers le nord-est puis forme la frontière entre Zell et Wurtzbourg.
Il court maintenant au sud, au pied du Zellerberg (290 m d'altitude) sur près de 400 m le long de la frontière, puis atteint le quartier d'Oberzell de Zell et disparaît dans le sous-sol. Il traverse la Frankfurter Strasse (St 2300) sous terre à l'Antoniushaus, puis passe au nord-ouest de la route principale sous l'enceinte du monastère d'Oberzell, puis tourne brusquement vers l'est-nord-est à St.Klara-Haus et se jette finalement dans la zone naturelle à 200 m au-dessus du Laurentiusbrücke à partir de la gauche dans le Main en venant du sud-est.

## Source de la traduction
- (de) Cet article est partiellement ou en totalité issu de l’article de Wikipédia en allemand intitulé « Hufgraben » (voir la liste des auteurs).